# Olcyphides iridescens
Olcyphides iridescens är en insektsart som beskrevs av Kirby 1904. Olcyphides iridescens ingår i släktet Olcyphides och familjen Pseudophasmatidae. Inga underarter finns listade i Catalogue of Life.